# Дан Кастеланета
Даниъл Луи Кастеланета (на английски: Daniel Louis Castellaneta) (роден на 29 октомври 1957 г.) е американски актьор, озвучаващ артист, комик и сценарист. Популярен е с ролята си на Хоумър Симпсън в анимационния сериал „Семейство Симпсън“, в който озвучава и други персонажи като Ейбрахам Симпсън, Барни Гъмбъл, клоуна Кръсти, Сайдшоу Мел, градинаря Уили, Джо Куимби и Ханс Молман.

## Избрана филмография
- К-9 (1989)
- Семейство Симпсън (1989)
- Женени с деца (1990)
- Алф (1990)
- Капитан Балу (1990)
- Улица Сезам (1991)
- Тазмания (1991)
- Чернокрилия паток (1991)
- Завръщане в бъдещето (1991)
- Приключенията на дребосъците (1992)
- Отбор Гуфи (1992)
- Аниманиаци (1993)
- Клиентът (1994)
- Любовна афера (1994)
- Огнената Грейс (1994)
- Критикът (1994)
- Кърлежа (1994)
- Аладин (1994)
- Мърфи Браун (1995)
- Полицейско управление Ню Йорк (1996)
- Приятели (1996)
- Всички кучета отиват в Рая 2 (1996)
- Гърбушкото от Нотр Дам (1996)
- Космически забивки (1996)
- Крякаща тайфа (1996)
- Каспър (1996)
- Крава и пиле (1997)
- Аз съм невестулка (1997)
- Всички обичат Реймънд (1998)
- Истерия! (1998)
- Реактивните момичета (1998)
- Джони Браво (1999)
- Футурама (1999)
- Батман от бъдещето (2000)
- Йосиф: Господарят на сънищата (2000)
- Дребосъчетата в Париж (2000)
- Да, мило (2001)
- Новото шоу на Уди Кълвача (2001)
- Ваканцията: Строго забранена (2001)
- Голямото междучасие (2001)
- Лойд в космоса (2001)
- Питър Пан: Завръщане в Невърленд (2002)
- Хей, Арнолд!: Филмът (2002)
- Ким Суперплюс (2002)
- Приключенията на Джеки Чан (2002)
- Шеметни години (2003)
- Фрейзър (2003)
- Лигата на справедливостта (2003)
- Ким Суперплюс (2003)
- Дък Доджърс (2003)
- Котката с шапка (2003)
- Батман (2004)
- Старгейт (2005)
- Развитие в застой (2005)
- Луди за връзване (2005)
- Какво ново, Скуби-Ду? (2005)
- Вероника Марс (2006)
- Том и Джери: Морски приключения (2006)
- Скуби-Ду: Пирати на борда (2006)
- Легионът на супергероите (2006)
- Антураж (2007)
- Колежани (2007)
- Семейство Симпсън: Филмът (2007)
- Монк (2008)
- Хортън (2008)
- Касъл (2009)
- Шепот от отвъдното (2009)
- Как се запознах с майка ви (2009)
- Отчаяни съпруги (2009)
- Кости (2009)
- Семейният тип (2012)
- Офисът (2012)
- Жега в Кливланд (2014)
- Фантастичната четворка (2015)
- Татенце (2015)